# Syracuse Crunch
Syracuse Crunch – drużyna hokejowa grająca w American Hockey League w dywizji północnej, konferencji wschodniej. Drużyna ma swoją siedzibę w Syracuse w Stanach Zjednoczonych. Drużyna podlega zespołowi Tampa Bay Lightning oraz ma własną filię w ECHL, Florida Everblades.
W przeszłości był podległy wobec Columbus Blue Jackets (do 2010), Anaheim Ducks (2010-2012) oraz współpracował z Dayton Bombers (ECHL) Youngstown SteelHounds (CHL).
- Rok założenia: 1994
- Barwy: błękitno-czerwono-białe
- Trener: Rob Zettler
- Manager: Vance Lederman
- Hala: War Memorial at Oncenter

## Osiągnięcia
- Mistrzostwo dywizji AHL: 2002, 2013
- Frank Mathers Trophy: 2013